# More Songs from Pooh Corner
More Songs from Pooh Corner è l'undicesimo album in studio del musicista statunitense Kenny Loggins, pubblicato nel 2000.

## Tracce
1. Your Heart Will Lead You Home (Kenny Loggins, Richard M. Sherman, Robert B. Sherman) - 5:13
2. You'll Be in My Heart (Phil Collins) - 5:19
3. Always, In All Ways (Mark Mancina, Loggins) - 4:07
4. Flying Dreams (Duet with Olivia Newton-John) (Paul Williams, Jerry Goldsmith) - 4:06
5. That'll Do (Randy Newman) - 3:54
6. Turn Around (Malvina Reynolds, Harry Belafonte, Alan Greene) - 3:48
7. Beauty and the Beast (Alan Menken, Howard Ashman) - 3:42
8. Baby Mine (Churchill, Washington) - 4:27
9. The Inch Worm (Duet with Isabella Loggins) (Frank Loesser) - 3:28
10. Hana Aluna Lullabye (Barry Flanagan; English lyrics by Kenny and Julia Loggins) - 6:13
11. Goodnight (Duet with Alison Krauss) (John Lennon, Paul McCartney) - 3:35